# ウィー・ファウンド・ラヴ
「ウィー・ファウンド・ラヴ」(We Found Love)は、バルバドスのポップ歌手・リアーナの楽曲。カルヴィン・ハリスをプロデュースに迎え、フィーチャリング・アーティストとして表記している。
この楽曲は、リアーナの6枚目のスタジオ・アルバム『トーク・ザット・トーク』に収録され、アルバムから1枚目のシングルとして2011年9月22日にリリースされた。各国の週間シングルチャートでは、全米のBillboard Hot 100や全英シングルチャートなど多くの国で1位を獲得した。

## チャート
| チャート（2011~2012年）          | 最高順位 |
| -------------------------------- | -------- |
| アメリカ（Billboard Hot 100）    | 1        |
| イギリス（全英シングルチャート） | 1        |